# Лешем, Рон
Рон Ле́шем (ивр. רון לשם‎, англ. Ron Leshem, 20 декабря 1976) — израильский писатель и журналист, автор романа «Бофор» (в ивритском оригинале: «Если рай существует» — ивр. אם יש גן עדן‎), удостоенного нескольких наград. В 2007 году по роману был поставлен фильм «Бофор», получивший награду «Серебряный медведь» за лучшую режиссуру на Берлинском фестивале, а в 2008 году представленный на премию «Оскар» в категории «Лучший фильм на иностранном языке». В 2019 году, совместно с режиссёром Яроном Зильберманом, написал сценарий к фильму «Подстрекательство», получившему премию «Офир» за лучший полнометражный фильм того года.

## Биография
Рон Лешем родился 20 декабря 1976 года в Рамат-Гане (большой Тель-Авив). Ещё в детском возрасте сыграл несколько ролей в телевизионных шоу.
Служил в Армии обороны Израиля (АОИ) в «Подразделении 8200» Службы военной разведки Израиля.

## Журналистская деятельность
С 1998 по 2002 Лешем работал редактором, членом редколлегии газеты «Едиот ахронот». Во время 2-й интифады напечатал в приложении «Семь дней» серию ярких статей, получивших большой отклик у читателей газеты.
В сентябре 2002 года перешёл в газету «Маарив», был заместителем главного редактора и руководителем новостного отдела, редактором веб-сайта газеты.
С 2003 года преподаёт в Междисциплинарном центре в Герцлии («Школа коммуникаций и журналистики Сами Офера»).
В 2006 году был назначен заместителем директора программ и специальных проектов в телекомпании телекомпании  «Кешет» 2-го канала израильского телевидения.
В 2007 году появлялись сообщения о возможном назначении Лешема на должность главного редактора газеты «Маарив».
В 2008 году Лешем решил уйти со «Второго канала», чтобы сосредоточиться на литературной деятельности
Печатается также в газете «Хаарец» и других.

## «Если рай существует» («Бофор»)
В 2005 году вышла в свет книга Лешема под названием «Если рай существует» (в ивритском издании) или «Бофор» (английский, русский…), в которой рассказывается история солдат АОИ, служивших на опорным пункте «Бофор» в старинной крепости крестоносцев перед выходом АОИ из южного Ливана в мае 2000 года. В 2010 году книга вышла в переводе на русский язык.
Книга стала бестселлером и получила в 2006 году «Премию Сапира» и премию Ицхака Саде за лучшее произведение на военную тему.
В 2007 году по этой книге был снят фильм «Бофор» режиссёра Джозефа Сидара (сценарий Дж. Сидара и Р. Лешема). В феврале 2007 года фильм получил престижную награду «Серебряный медведь» за лучшую режиссуру на Берлинском фестивале, а в феврале 2008 года был номинирован, среди 5 других фильмов, на премию «Оскар» в категории «Лучший фильм на иностранном языке».